# Návesní niva
Návesní niva je přírodní památka poblíž obce Niva v okrese Prostějov. Území spravuje Krajský úřad Olomouckého kraje.

## Předmět ochrany
Důvodem ochrany jsou podmáčené louky s bohatou květenou a zvířenou (obojživelníci). Hranicí přírodní památky protéká potok Bílá voda, který danou oblast odvodňuje.

## Fotogalerie

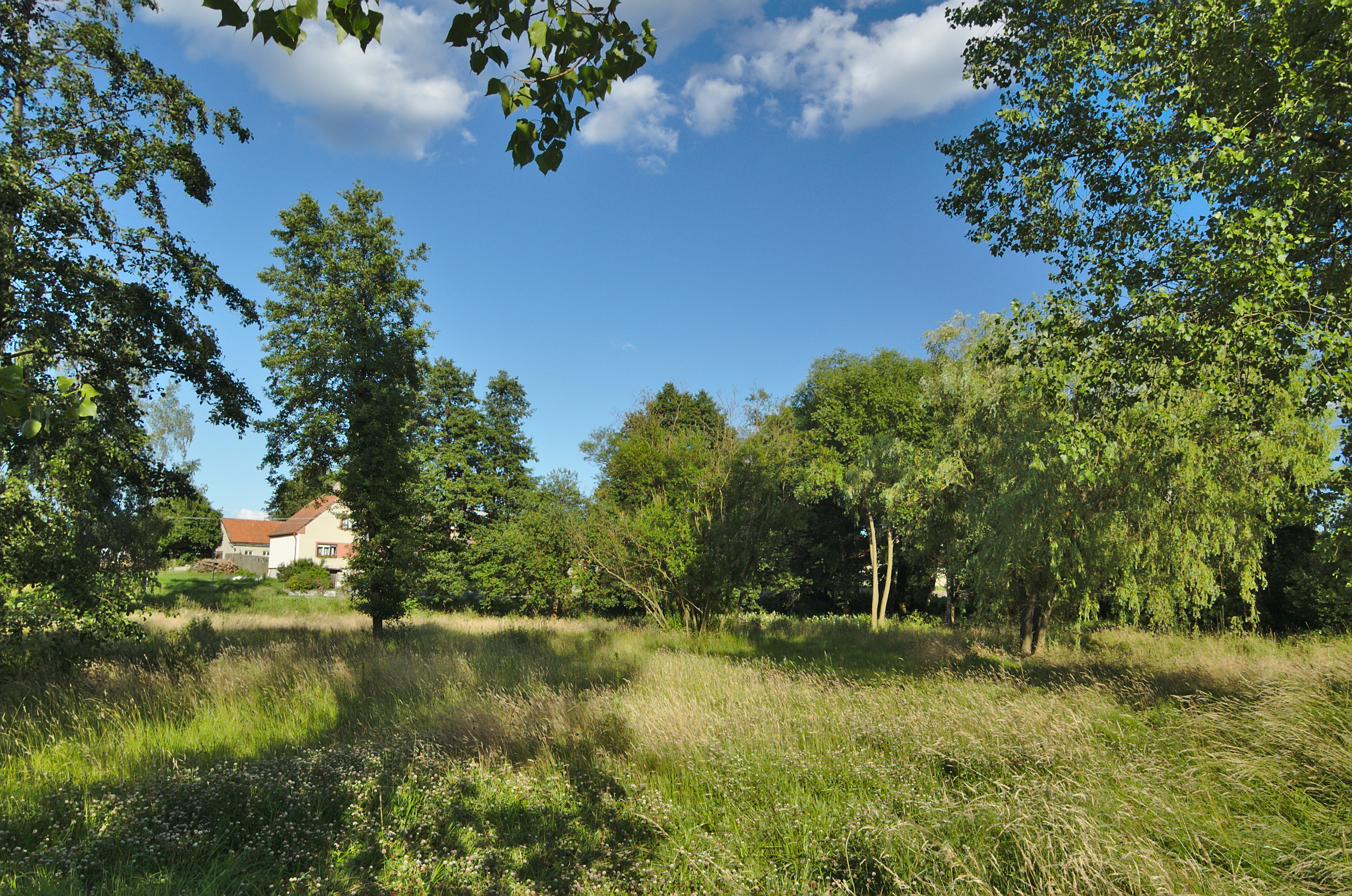
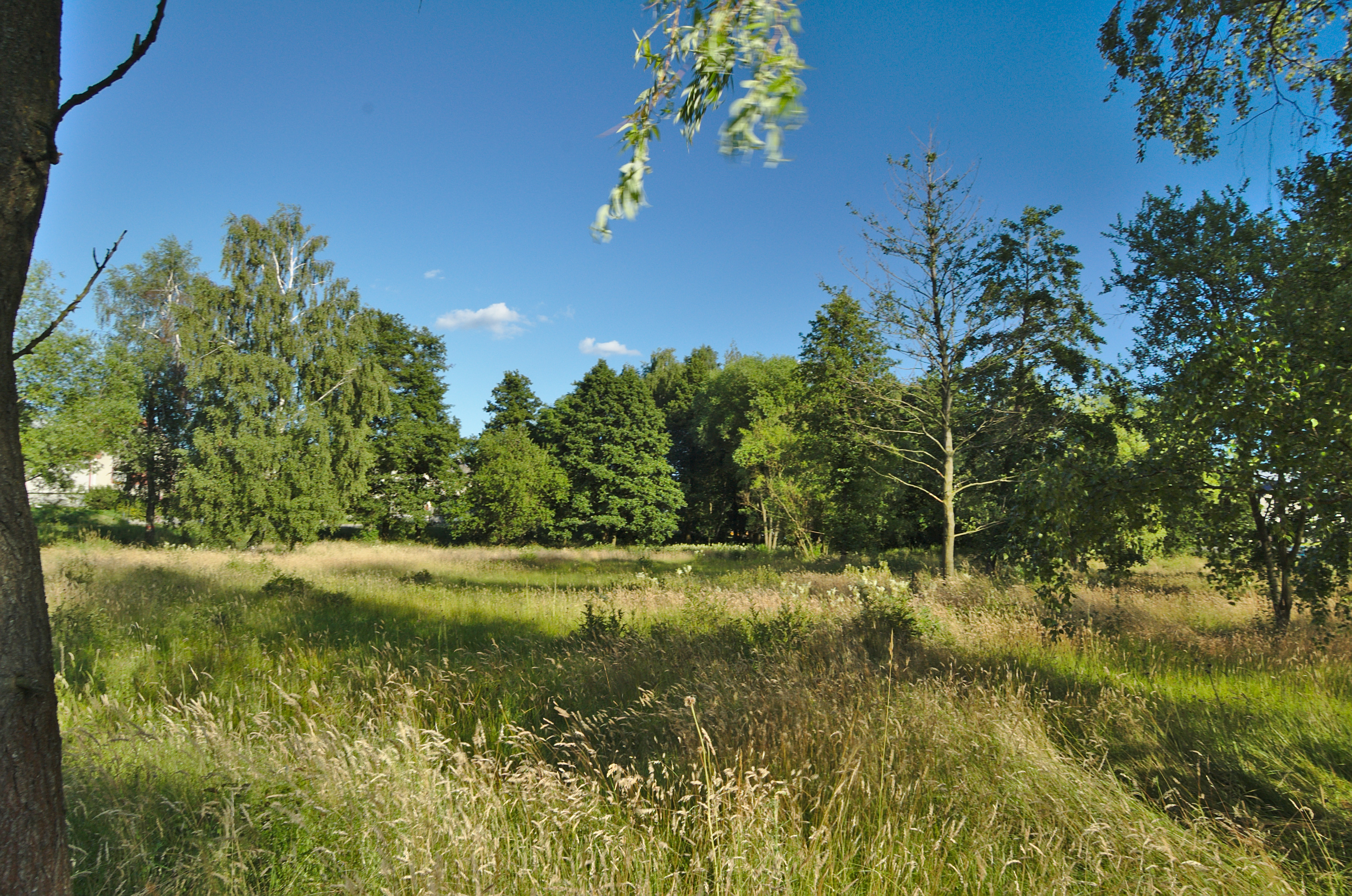
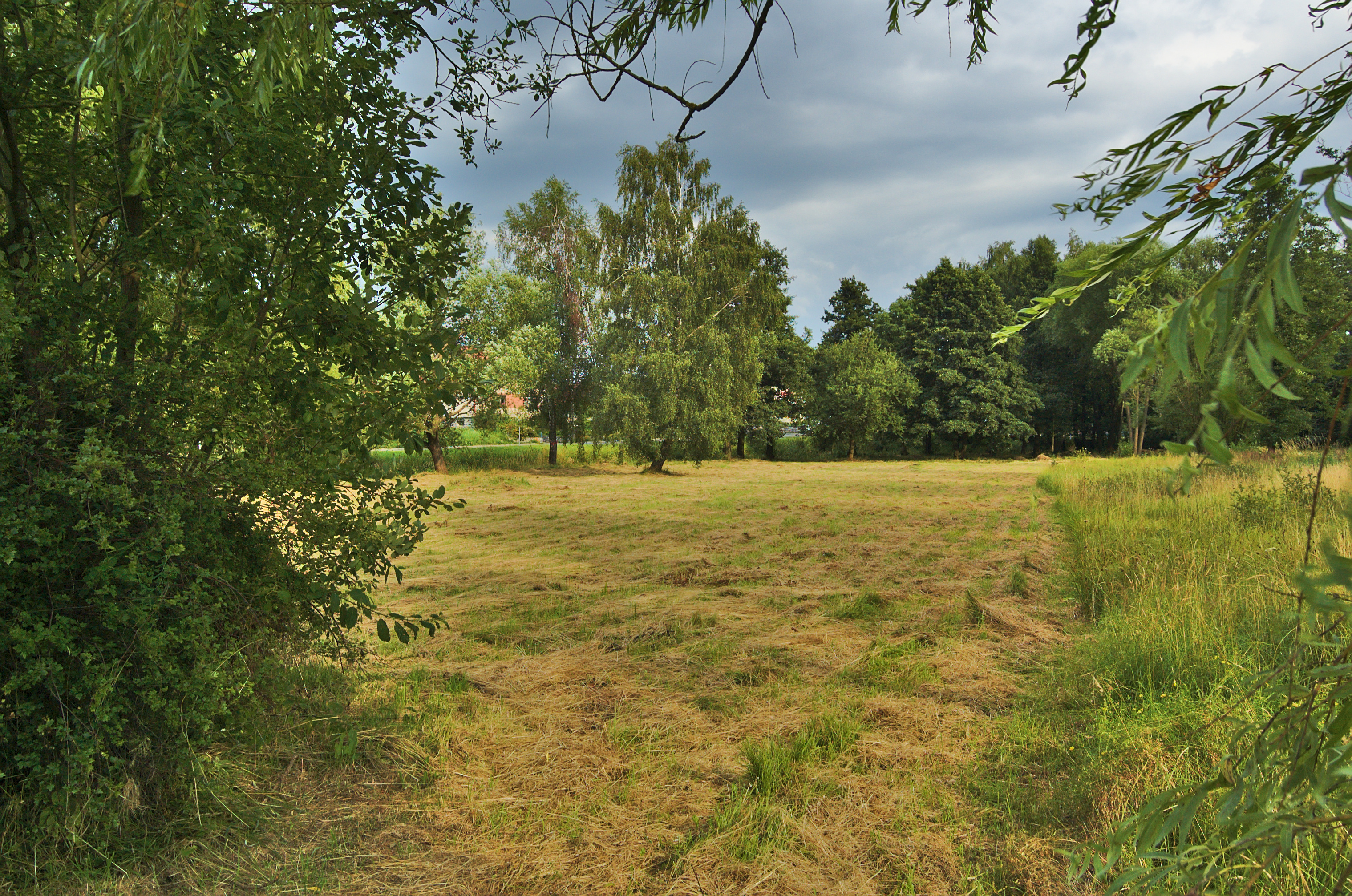
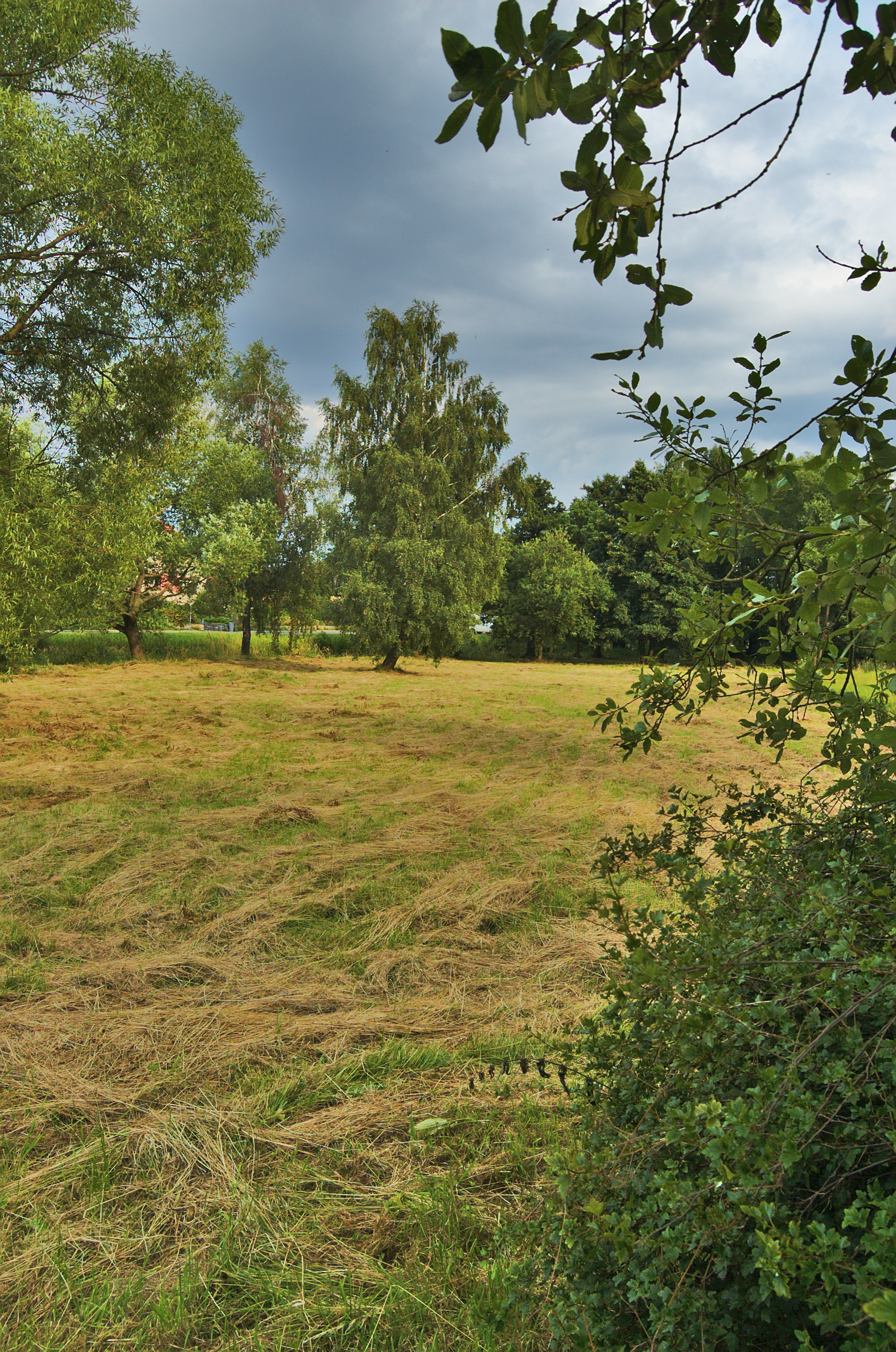
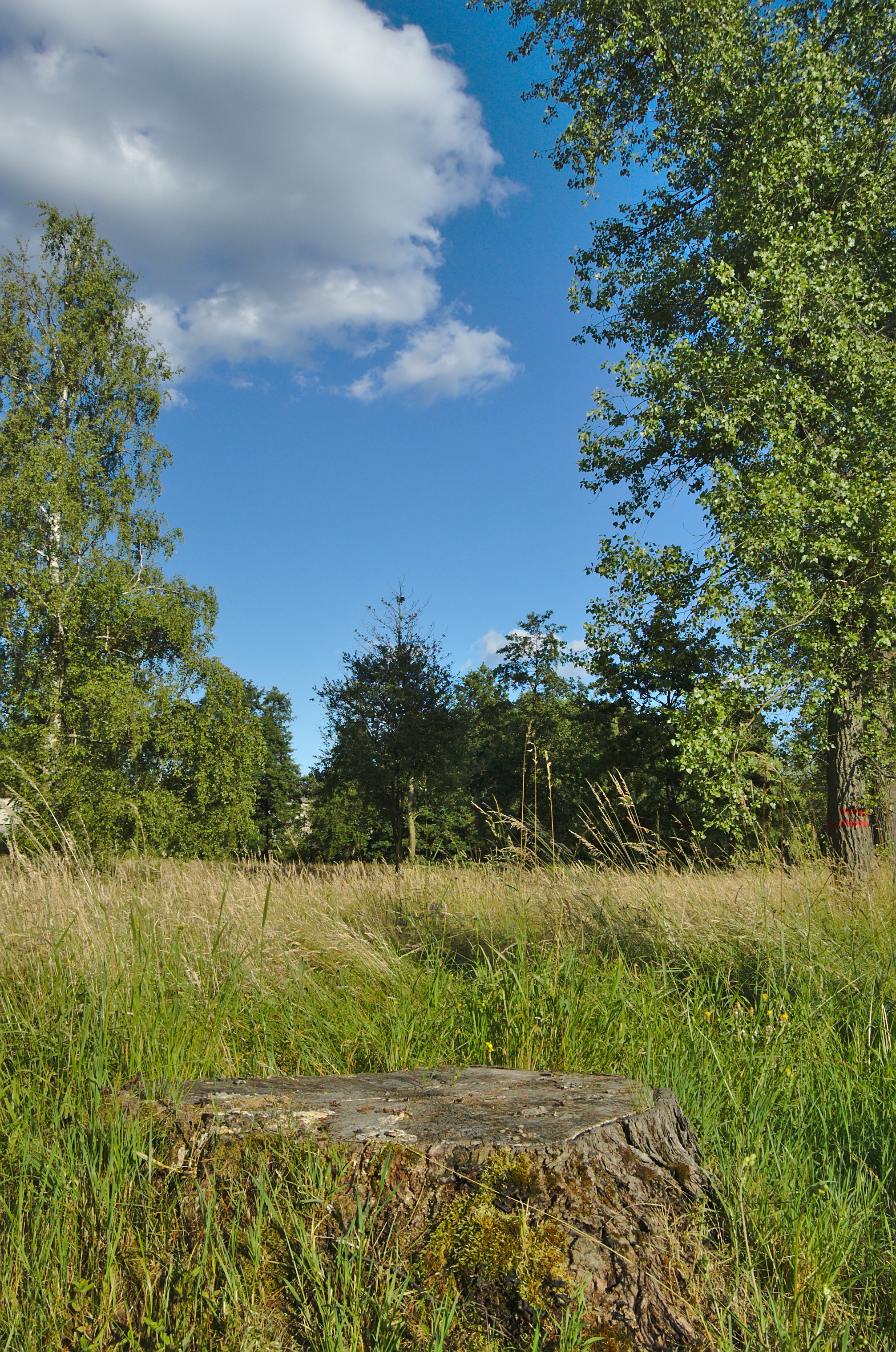
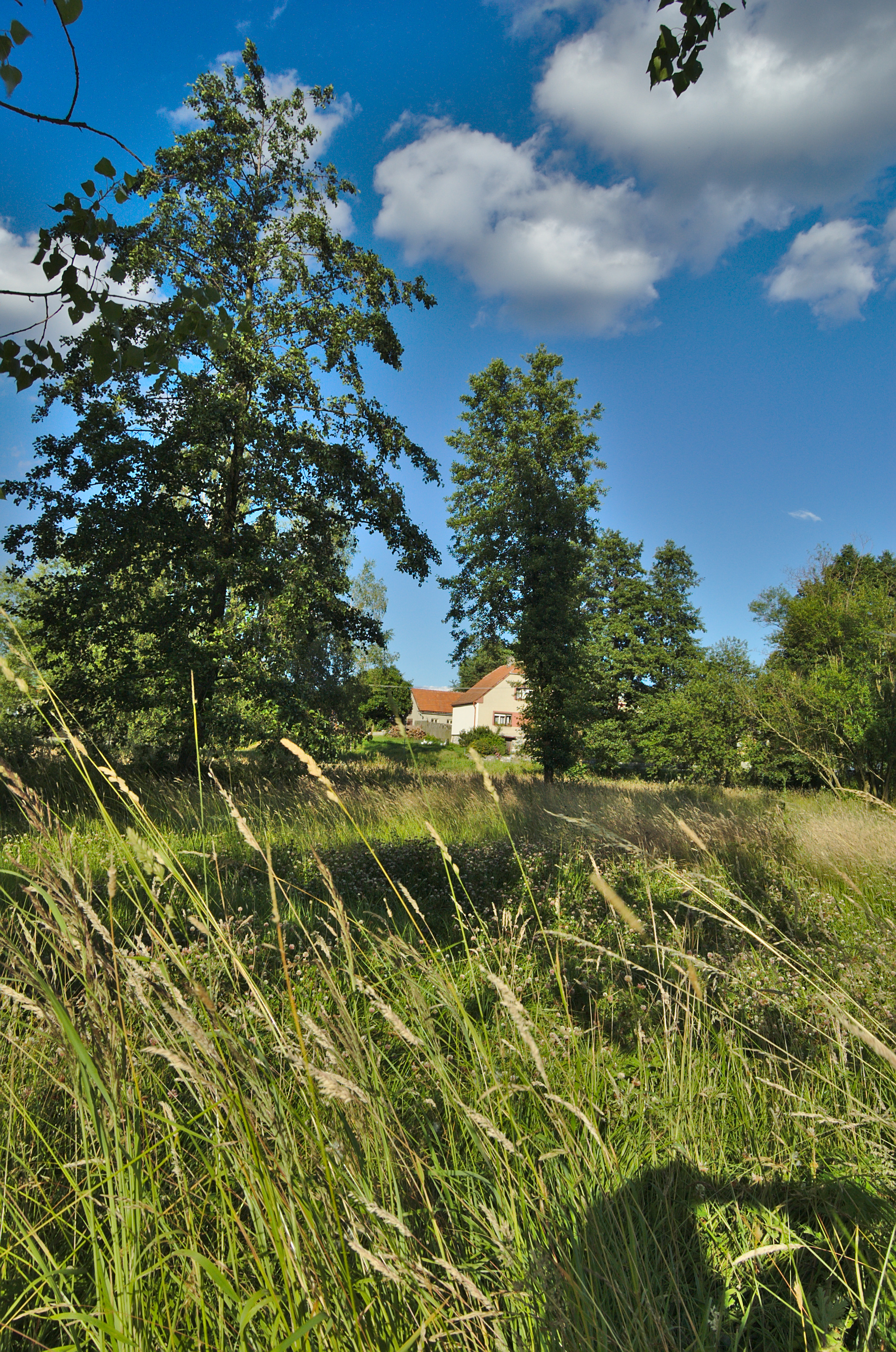